# Evans Mensah
Evans Mensah (Agona Swedru, 9 febbraio 1998) è un calciatore ghanese, attaccante svincolato.

## Caratteristiche tecniche
È un'ala sinistra.